# Sébastien Bassong
Sébastien Bassong (Parijs, 9 juli 1986) is een Frans-Kameroens voetballer die bij voorkeur als verdediger speelt. Hij tekende in oktober 2018 een contract bij Peterborough United. Bassong debuteerde op 12 augustus 2009 in het Kameroens voetbalelftal, in een wedstrijd tegen Oostenrijk (0-2 winst).